# Oedaleus
Oedaleus es un género de saltamontes perteneciente a la subfamilia Oedipodinae de la familia Acrididae, y está asignado a la subtribu Locustina de la tribu Locustini. Este género se distribuye en África, Asia, Australia y las islas del oeste de Oceanía.

## Especies
Las siguientes especies pertenecen al género Oedaleus:
- Oedaleus abruptus (Thunberg, 1815)
- Oedaleus asiaticus Bey-Bienko, 1941
- Oedaleus australis Saussure, 1888
- Oedaleus bimaculatus Zheng & Gong, 2001
- Oedaleus carvalhoi Bolívar, 1889
- Oedaleus cnecosopodius Zheng, 2000
- Oedaleus decorus (Germar, 1825)
- Oedaleus flavus (Linnaeus, 1758)
- Oedaleus formosanus (Shiraki, 1910)
- Oedaleus hyalinus Zheng & Mao, 1997
- Oedaleus infernalis Saussure, 1884
- Oedaleus inornatus Schulthess, 1898
- Oedaleus instillatus Burr, 1900
- Oedaleus interruptus (Kirby, 1902)
- Oedaleus johnstoni Uvarov, 1941
- Oedaleus kaohsiungensis Yin, Ye & Dang, 2015
- Oedaleus manjius Chang, 1939
- Oedaleus miniatus Uvarov, 1930
- Oedaleus nadiae Ritchie, 1981
- Oedaleus nantouensis Yin, Ye & Dang, 2015
- Oedaleus nigeriensis Uvarov, 1926
- Oedaleus nigripennis Zheng, 2005
- Oedaleus nigrofasciatus (De Geer, 1773)
- Oedaleus obtusangulus Uvarov, 1936
- Oedaleus plenus (Walker, 1870)
- Oedaleus rosescens Uvarov, 1942
- Oedaleus sarasini Saussure, 1884
- Oedaleus senegalensis (Krauss, 1877)
- Oedaleus virgula (Snellen van Vollenhoven, 1869)
- Oedaleus xiai Yin, Ye & Dang, 2015